# Баабон
Баабон (ісп. Bahabón) — муніципалітет в Іспанії, у складі автономної спільноти Кастилія-і-Леон, у провінції Вальядолід. Населення — 169 осіб (2010).
Муніципалітет розташований на відстані близько 130 км на північ від Мадрида, 41 км на південний схід від Вальядоліда.

## Демографія
Динаміка населення (INE ):